# Corianton: A Story of Unholy Love
Corianton: A Story of Unholy  Love, en español: Corianton: Una historia de amor impío es una película de 1931 basada en la historia de Corianton, hijo de Alma en el Libro del Mormón.
La existencia de la película se remonta a la novela Corianton de 1889 de B. H. Roberts. Esa novela, junto con A Ship of Hagoth (Un barco de Hagoth) de Julia A. MacDonald, se convirtió en una obra de teatro de Orestes U. Bean en 1902. Con el apoyo financiero de George Elias Blair, Bean presentó la obra en Salt Lake City con Joseph Hawthorn en el papel principal y Rose Agnes Lane en un papel femenino importante. Fue criticada por los críticos como demasiado larga, pero fue un éxito teatral. Fracasó cuando se dirigió a un público no mormón, pero luego fue revivida con éxito en Salt Lake City y otras comunidades más pequeñas de Utah.
En 1912 Bean llevó la obra a Broadway con música de Harold Orlob. Tuvo seis representaciones pero fue rechazada rotundamente por los críticos.
A finales de los años 20, Lester Park y su hermano Byron Park,  reclutaron a Edgar Stillman Kelly para escribir la música. Cuando se estrenó en 1931 fue la primera película de temática mormona producida comercialmente.